# Jan van Mieris
Jan van Mieris, né le 17 juin 1660 à Leyde et mort le 17 mars 1690 à Rome, est un peintre néerlandais.

## Biographie
Fils ainé de Frans van Mieris l'Ancien, il étudie la peinture avec son père, avant d'être l'élève de Gérard de Lairesse. Vers 1686-1687, il voyage en Allemagne puis à Florence, où la notoriété de son père lui vaut un accueil privilégié de Cosme III de Médicis, Grand Duc de Toscane. Il poursuit son voyage vers Rome, où il jouit déjà d'une certaine renommée. De santé fragile depuis son plus jeune âge, sa condition s'aggrave et il y meurt en 1690.